# Джедович, Дубравка
Дубравка Джедович (серб. Дубравка Ђедовић, род. 1978, Белград) — сербский банкир и политик. Министр горнодобывающей промышленности и энергетики в правительстве Республики Сербия. Она была назначена в октябре 2022 года в третье правительство Аны Брнабич. На должность министра в правительстве Республики Сербия Дубравка пришла с должности члена правления Komercijalna banka по делам экономики и инвестиционно-банковской деятельности. Она стала членом исполнительного совета Komercijalna banka в декабре 2021 года и пришла на эту должность с должности директора регионального представительства Европейского инвестиционного банка (ЕИБ) на Западных Балканах, которую она занимала с августа 2016 года.

## Биография

### Образование
Дубравка Джедович окончила экономический факультет Белградского университета по специальности «Банковское дело и финансы» и получила степень магистра международной экономики и менеджмента в Университете Боккони в Милане. Она также посещала мастер-классы по менеджменту и администрированию в Школе менеджмента Андерсона Калифорнийского университета в Лос-Анджелесе. Она говорит на сербском, английском, итальянском и французском языках.

### Профессиональная карьера
Джедович имеет 22-летний международный опыт работы в государственном и частном секторе в Сербии и регионе, а также в странах Западной Европы, включая финансирование крупных корпораций, инвестиции и проекты в области энергетики, транспорта, телекоммуникаций, инноваций и другие отрасли. До своей карьеры в банковской сфере она работала в СМИ.
С 2004 по 2013 год Дубравка Джедович отвечала за финансирование проектов в странах региона Западных Балкан, включая Хорватию и Словению, в Европейском инвестиционном банке в Люксембурге. В этот период были начаты проекты капитальных вложений в широкополосный интернет Telekom Slovenije и проекты строительства нового порта в Задаре. Дубравка Джедович также отвечала за проекты в Албании, такие как финансирование развития порта Дуррес, а также строительство и модернизация начальных и средних школ. Она также работала над финансированием восстановления региональных дорог в Черногории.
С 2008 по 2012 год она отвечала за проекты Европейского инвестиционного банка в Сербии и Македонии. В этот период были начаты проекты по восстановлению Клинического центра Сербии, объездной дороги вокруг Белграда, а также строительство восточной и южной ветвей Коридора 10, а также проект строительства научно-технических парков на всей территории страны. В Северной Македонии Дубравка Джедович также работала над комплексным проектом строительства канализационной сети и водопровода.
С 2013 года до своего прибытия в Белград во главе представительства ЕИБ руководила проектами государственно-частного партнёрства в Ирландии, такими как строительство новых медицинских центров, затем расширение терминала природного газа в порту Роттердама, а также концессии на шоссе в Шотландии. В Великобритании она также отвечала за проект строительства большой морской ветряной электростанции.
За первый проект государственно-частного партнёрства в Хорватии, строительство нового здания терминала в аэропорту Загреба, финансируемое ЕИБ в размере 80 миллионов евро, она получила две престижные профессиональные награды.
Она была приглашённым лектором в магистратуре Университетского колледжа Лондона, Университете Донья-Горица в Черногории, а также в своём альма-матер — экономическом факультете Белградского университета. В течение многих лет она вела колонки для экономического раздела ежедневной газеты «Политика».
До своей карьеры в ЕИБ она работала в СМИ в качестве телепродюсера CNN International, освещая, среди прочего, войну в Афганистане в 2001 году и гражданскую войну в Македонии в 2002 году. За репортаж о войне в Афганистане и освобождении первого города Мазари-Шариф от власти талибов она получила награду Национальной академии телевидения, искусств и наук США.
В октябре 2022 года она стала министром горнодобывающей промышленности и энергетики в правительстве Республики Сербия.

### Публикации
Дубравка опубликовала несколько научных работ на тему государственно-частного партнёрства в сотрудничестве с Научным обществом экономистов Сербии и факультетом экономики и факультетом организационных наук Белградского университета.

### Награды и признание
За финансирование нового здания терминала аэропорта в Загребе Джедович получила две престижные награды: European Deal EMEA Finance Magazine 2013 и Project Finance Deal 2013.